# Mariam Ali Moussa
Mariam Ali Moussa é uma diplomata do Chade. Ela foi embaixadora do seu país na Áustria e na Alemanha. Anteriormente, ela foi conselheira do presidente e ministra.

## Vida
Um dos seus primeiros empregos foi como inspectora alfandegária no Aeroporto Internacional de N'Djamena em 1988. Em 1989 ela passou a leccionar e em 1991 foi assistente de pesquisa na Universidade Canadense de Moncton e, dois anos depois, Assistente Economista para um projecto relacionado à USAID, relacionado a Marketing Agrícola e Transferência de Tecnologia. Em 1997, ela tornou-se a chefe de finanças da Agence Tchadienne d'exécution des Travaux d'Intérêt Public.
Moussa estudou Administração de Empresas e fala árabe, francês e inglês, além de gourane, kanembou e gambaye.
Em 1998, ela ingressou no gabinete do Primeiro-Ministro como Consultora para Assuntos Económicos e Financeiros. Em 2003, ela foi Conselheira do Presidente para Assuntos Orçamentários e, no ano seguinte, tornou-se Secretária Geral Adjunta do Presidente.
Ela foi credenciada como Embaixadora do Chade na Alemanha em dezembro de 2018. Este é um elo importante, uma vez que a França, a Alemanha e, ultimamente, a União Europeia são as únicas embaixadas europeias no Chade.
Em 2019 ela foi aceite como representante do Chade por Juan Carlos Lentijo na Agência Internacional de Energia Atómica em Viena.
m fevereiro de 2020, ela apresentou as suas credenciais como embaixadora na Áustria para o presidente federal austríaco Alexander Van der Bellen em Hofburg. Em 2021, Lassina Zerbo, da Organização do Tratado de Proibição de Testes Nucleares Abrangentes, reconheceu-a como representante do Chade (isso foi feito virtualmente por causa da pandemia COVID-19).